# Turnix velox
La quaglia tridattila minore (Turnix velox, Gould 1841) è un uccello caradriiforme della famiglia dei Turnicidi.

## Sistematica
Turnix velox non ha sottospecie, è monotipico.

## Distribuzione e habitat
Questo uccello è endemico dell'Australia.